# Albert Bréauté
Adolphe Clément Félix Bréauté connu sous le nom d'Albert Bréauté, né à Paris le 17 octobre 1853 où il est mort le 12 juin 1941, est un peintre français.

## Biographie
Élève de Henri Lehmann, Luc-Olivier Merson et Fernand Cormon, membre de la Société des artistes français, il commence à exposer dès 1880 et obtient en 1889 une médaille d'honneur au Salon des artistes français. Médaille d'argent de l'Exposition universelle de 1900, il est fait chevalier de la Légion d'honneur le 7 septembre 1927.

## Œuvres
Liste issue de l'ouvrage d'Édouard-Joseph cité en bibliographie (p. 201)
- 1895
- L'Ouvrière (1892), Musée du Luxembourg
- La Veillée, commande de l’État (1894), Musée du Luxembourg
- Mort du docteur Reymond Sénateur de la Loire (1920), Musée du Luxembourg
- Liseuse au dos nu (v. 1932), Musée des Beaux-Arts de Caen